# Djordje Stijepovic
Djordje Stijepovic (en serbio: Ђорђе Стијеповић, transliterado Đorđe Stijepović en alfabeto latino, o Djordje Stijepovic pronunciado [d͜ʑô̞ːrd͜ʑe̞ stijě̞ːpo̞ʋit͜ɕ]; Belgrado, República Federal Socialista de Yugoslavia (actual Serbia) es un contrabajista de origen serbio-americano, cantante y compositor. Es más conocido como el bajista actual de Tiger Army, de la estrella de Nickelodeon Drake Bell. y del Desconecte de Molotov. Es también miembro antiguo del proyecto de Lemmy Kilmister (Motorhead) en conjunto a The Head Cat (con Slim Jim Phantom de Stray Cats en la batería).
Como líder, Stijepovic está al frente de la banda de rockabilly Atomic Sunset y además toca como solista bajo su propio nombre. También ha grabado y actuado como músico invitado con Tommy Emmanuel, Marco Beltrami, Wanda Jackson, Rachel Brice y Beats Antique entre otros más.

## Comienzos
Djordje Stijepovic creció en una familia de músicos en Belgrado, Serbia. Su madre fue profesora de música y su padre bailarín profesional de música folklórica en Serbian National Ensemble "Kolo".
Él decidió convertirse en músico a la edad de 10 años, tras escuchar por primera vez los éxitos de Elvis Presley y los Stray Cats. Comenzó con la guitarra y cambió al contrabajo cuando tenía 13 años.
Stijepovic se inscribió en una escuela de música clásica sólo para convencer a sus padres de comprarle un contrabajo.
A los 11 años formó su primera banda de rock'n'roll, "Lonesome Train".
Más tarde, empezó a interesarse en la música jazz, clásica y mundial.
Stijepovic se graduó del Conservatorio de Música Clásica en Belgrado como actuador de contrabajo y también tiene un título en bajo Jazz y arreglo.

## Carrera musical

### 1995-2004 Primeras bandas en Serbia
Cuando tenía 18 años de edad, Djordje Stijepovic se unió al Balkan Music Club, una de las primeras bandas de música mundial en Serbia.
Como miembro de su banda, se lo considera uno de los iniciadores de la escena de la música mundial en Serbia.
Con ellos, él estuvo buscando música tradicional de los Balcanes.
Un poco más tarde, se interesó en la música del medio oeste cuando se unió a "Shira Utfila" en el 2000. Shira Utfila recibió el premio RASA como mejor banda mundial de música en Europa
En 1999 encontró "Marsya", una banda dedicada a la música tradicional de los Balcanes.
Esta banda es considerada un punto crucial de la escena de la música mundial en Serbia.
Ese mismo año fundó la banda de 7 piezas de neoswing/rockabilly "Havana Whisper", primera banda de ese estilo en Europa del este.
Su primer álbum debut, Flammable, fue lanzado en el 2002 por PGP-RTS.
La televisión Serbia internacional filmó y transmitió en 2002 un documental de rock de la banda llevando por título el nombre de esta.
Cuando Stijepovic disolvió "Havana Whisper" en 2003, formó el trío de rockabilly "Atomic Sunset" . Ocasionalmente aún toca con esa banda.
Con "Atomic Sunset" lanzó un álbum titulado Hot Rods & Pin-Ups.
Canciones de ese álbum aparecen en la película It's a Rockabilly World del 2016.
Durante esa época también tocó en una orquesta sinfónica durante 7 años.

### 2004-2006 Se muda a EE.UU.

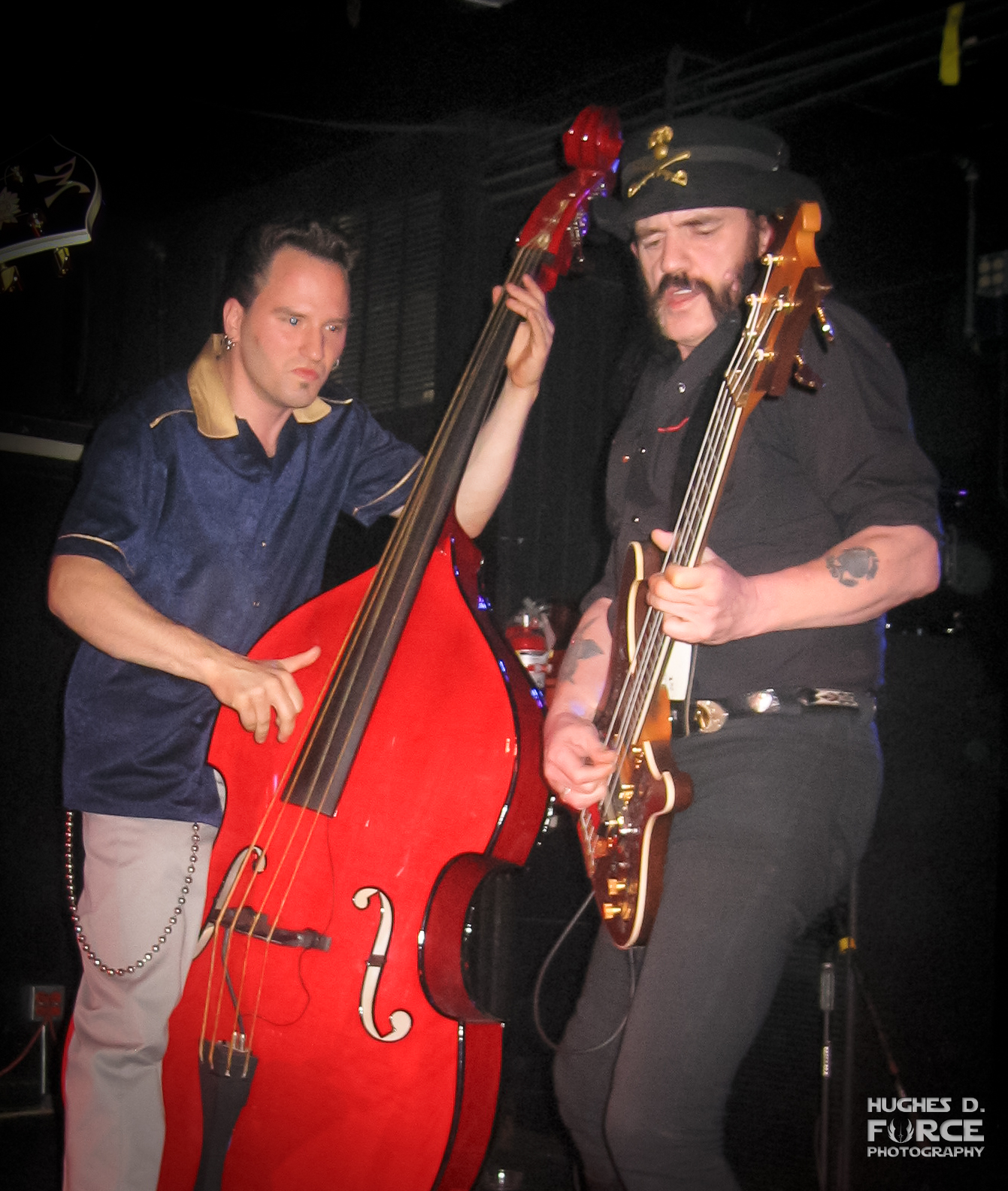
Stijepovic y Lemmy Kilmister en Seattle tocando para el concierto de The Head Cat en 2007

Stijepovic se mudó a San Francisco en enero del 2004.
Al comienzo en su mayoría tocó con bandas locales de bluegrass y rock'n'roll.
En 2006 se unió a Deke Dickerson and the Ecco-Fonics y comenzó un tour nacional.
Ese mismo año tocó en el concierto con Joe Clay en Hollywood, quién lo notó fue Danny B. Harvey, y lo invitó a unirse a Head Cat, la banda con Lemmy Kilmister y Slim Jim Phantom.

### 2007-2012 Head Cat, Fishtank Ensemble
Stijepovic pasó la mayor parte del 2007 en su tour con Head Cat.
Encabezaron el Rockin’ 1950’s Fest III en Green Bay, Wisconsin. Las secuencias de dicho show están incluidas en la película Lemmy en la que también lo representa.
A ellos se unió el guitarrista Slash de Guns n' Roses en la 3rd Annual Sunset Strip Music Festival en el House of Blues en Hollywood.
En el 2007 también se unió a Fishtank Ensemble, una bandas ecléctica que toca música gitana de toda parte del mundo (Balcanes, Turco, Flamenco...) y jazz de Nueva Orleans.
Su música aparece en la película Wild Target con Emily Blunt, Bill Nighy y Rupert Everett.
Fishtank Ensemble tiene fieles seguidores incluyendo celebridades como Tim Robbins y Sue Wong.

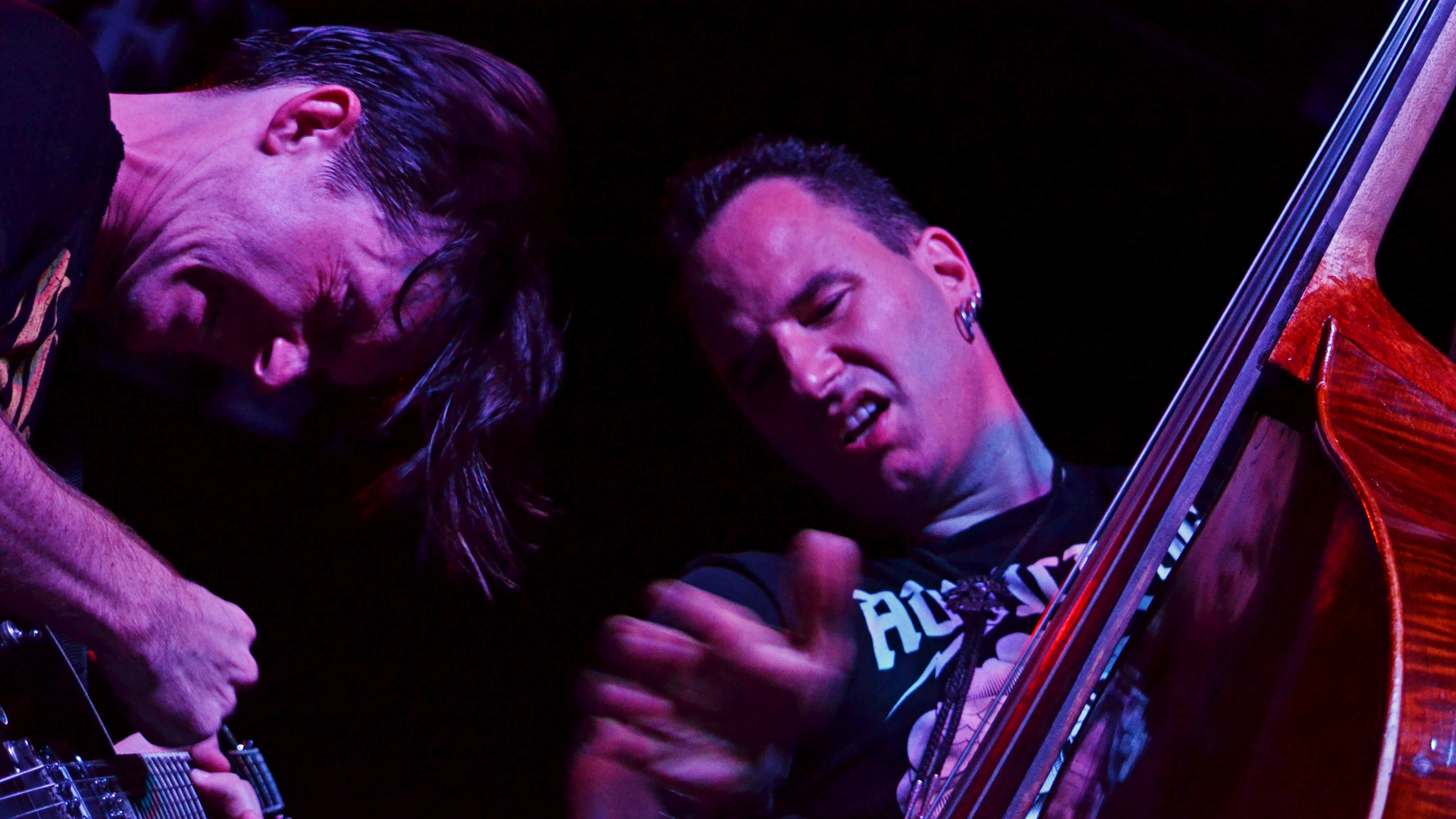
Drake Bell (izquierda) y Djordje Stijepovic (derecha) en Valparaíso en 2016

### 2013 - a la fecha Drake Bell, Tiger Army, y Molotov
En diciembre del 2013, Stijepovic recibió una llamada para tocar en la banda de Drake Bell como un invitado en el concierto de Navidad de Brian Setzer Orchestra en el teatro Dolby.
Desde el primer día Bell estuvo muy emocionado con él, tanto que él se convirtió en un miembro estable de la banda y esta colaboración aún se está volviendo fuerte.
Su más grande show hasta la fecha fue frente a 55 000 personas en el estadio Foro Sol en la Ciudad de México en octubre del 2014.
En el show en la Ciudad de México en febrero del 2016 sé les unió Jay de la Cueva en la guitarra y Vince de los Rebel Cats. En febrero de 2020, Drake Bell estrenó su más reciente material The Lost Album con la colaboración de Stijepovic en el contrabajo en dos canciones "The Party" y "Pots and Pans".

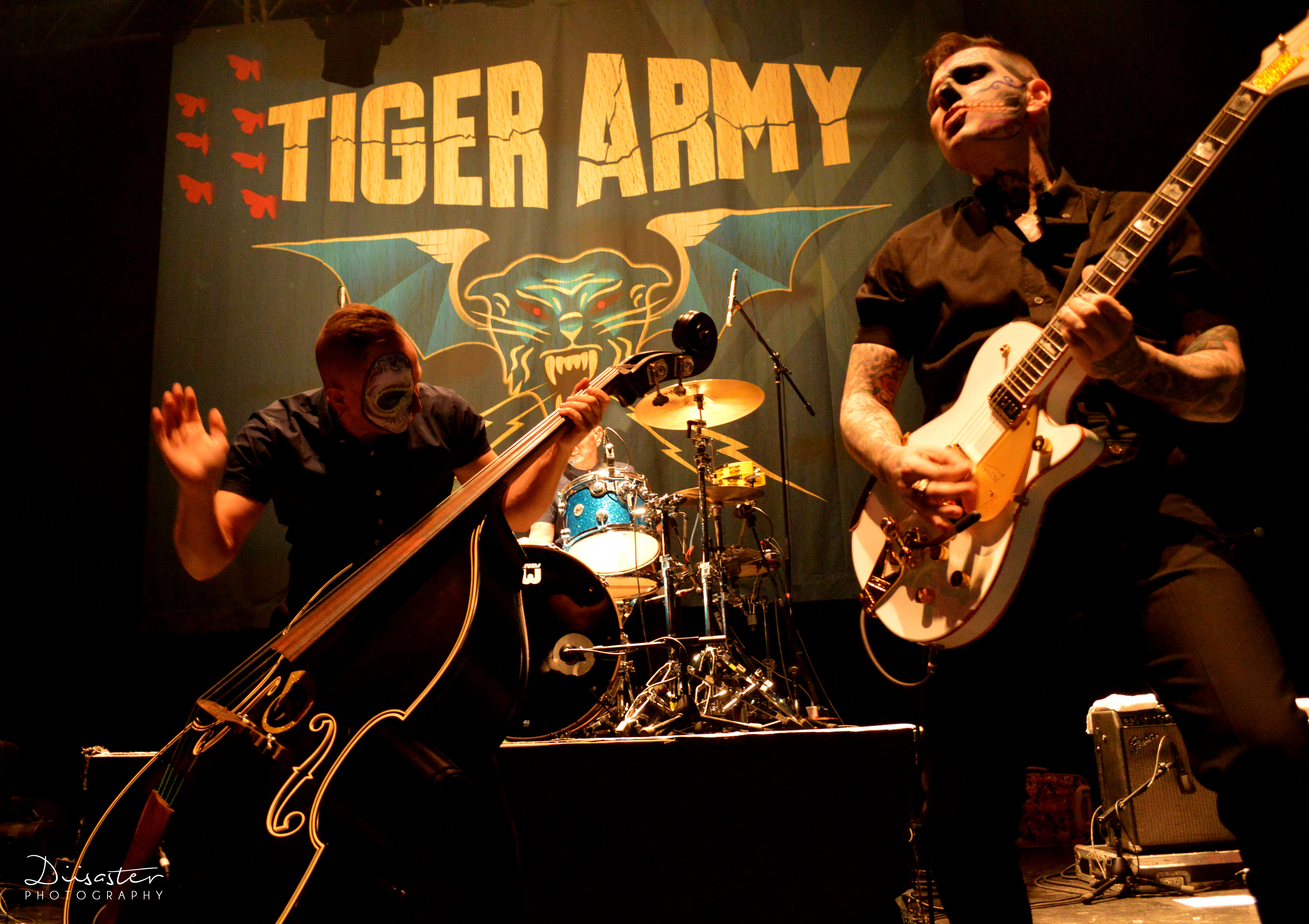
Stijepovic (izquierda) tocando con Tiger Army en la Ciudad de México en el 2016.

En octubre del 2015 Stijepovic se convirtió en miembro de Tiger Army, la banda más popular de psychobilly.
Por primera vez en la trayectoria de la banda, tocaron en México en noviembre del 2016 frente a un auditorio completamente lleno en El Plaza Condesa. También aparecieron en dos episodios del show nocturno Last Call con Carson Daly. En 2018, lanzaron el EP "Dark Paradise". Su canción principal, una versión de una canción de Lana del Rey, permaneció en el TOP 5 de KROQ durante 3 meses y alcanzó el número 1 durante 2 semanas seguidas. El álbum completo Retrofuture fue lanzado el 13 de septiembre de 2019 en Rise Records, seguido de 2 vídeos musicales "Devil That You Dont Don't Know" y "Mi Amor La Luna". La gira Retrofuture concluyó con 2 noches de soldout en el Wiltern Theatre de Los Ángeles. En enero de 2020, el Salón de la Fama del Rock and Roll actualizó su exhibición Right Here, Right Now, que se centra en las estrellas de pop actuales, con artefactos de Tiger Army, Taylor Swift, Billie Eilish, Adam Lambert y Kacey Musgraves, que incluían camisa a la medida, zapatos y cuerdas del contrabajo de Stijepovic.
En abril de 2018, Stijepovic se unió a la formación acústica de la popular banda mexicana de rap rock Molotov. Fue un invitado especial, junto a Ana Tijoux y Money Mark de los Beastie Boys, en el performance de MTV Unplugged. El álbum de ese espectáculo en vivo fue nominado para el Premio Grammy Latino al mejor álbum de rock en 2019. La gira El Desconecte incluyó 10 noches de lleno total en el Teatro Metropólitan en la Ciudad de México.

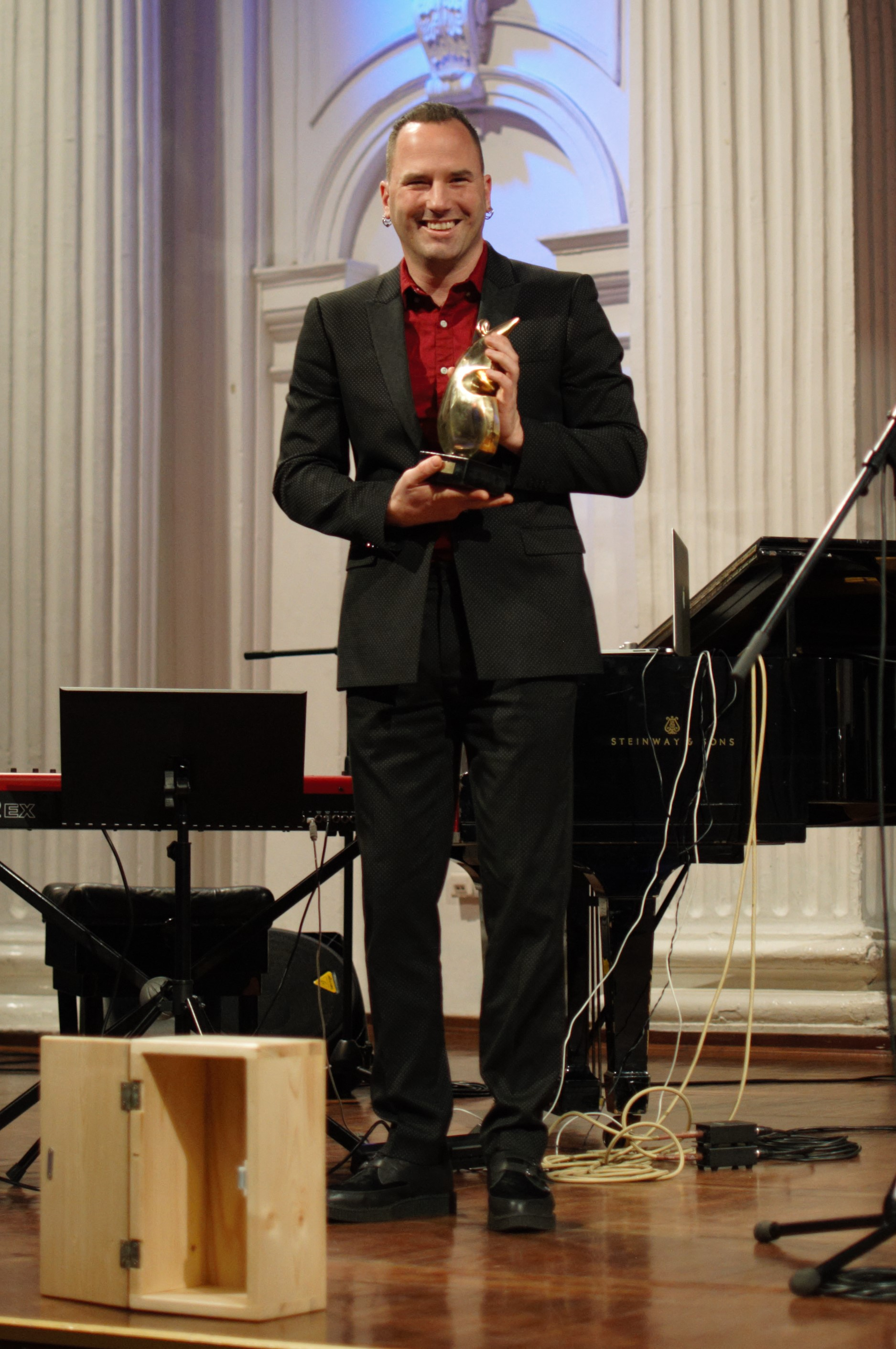
Djordje Stijepovic en 2019 recibiendo un premio por su contribución a la música del mundo.

### Trabajo como solista
El trabajo como solista de Djordje Stijepovic está gran parte bajo la influencia del jazz tradicional y música mundial, especialmente de los Balcanes y del medio oeste.
Él insiste que ve a la música como un todo y los géneros como mera cuestión de gusto.
Sus composiciones originales están incluidas en dos compilaciones “Srbija Sounds Global: All Stars” y “World Music from Serbia”. Stijepovic usualmente toca en dúos con bailarines líderes mundiales de belly dance del género fusión tribal incluyendo a Rachel Brice y Mira Betz.
Su concierto abrió el primer festival del contrabajo "Bass Pasión" en Serbia en septiembre del 2015. Por esta ocasión él reunió algunos de los mejores músicos de Serbia en su banda, incluyendo Aleksandar Sedlar en la guitarra, Vasil Hadzimanov en teclado y Predrag Milutinovic en la batería. El 18 de diciembre de 2019 fue premiado con la estatuilla de "Vojin Draskoci", por su participación en el desarrollo de la música del mundo y tocó un show de solista con los mismos miembro de la banda.

### Otras colaboraciones

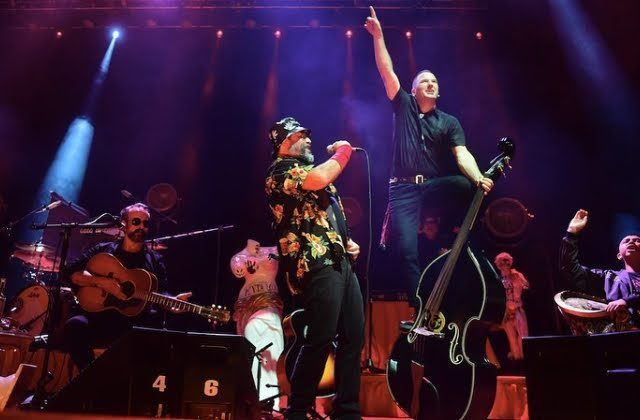
Tito Fuentes, Micky Huidobro y Djordje Stijepovic durante el concierto de Molotov en la Ciudad de México en el 2018.

Djordje Stijepovic tocó y grabó con muchos artistas famosos, incluyendo Tommy Emmanuel,Donovan y Marco Beltrami, Wanda Jackson, Dale Hawkins, Aaron Carter, la banda de Scotty Moore, D.J. Fontana, Sonny Burgess, Joe Clay, Eddie Bond, Gene Summers, Billy Boy Arnold, Jody Williams, Beats Antique, Rupa and the April Fishes.

### Cine y Teatro
Stijepovic fue miembro del elenco en varias obras de teatro como As You Like It (CalShakes, Orinda, CA), SummerSounds (Hollywood Bowl, Hollywood, CA)  y Everyman (Atelje 212, Belgrade Serbia). También apareció en las películas Lemmy, It's a Rockabilly World! y Flammable.

## Estilo para tocar
Stijepovic es frecuentemente mencionado como el mejor contrabajista del estilo slap.
El slap bass es más conocido como una técnica percusiva que se desarrolló en Nueva Orleans a comienzos del siglo XX.
Él escribe justamente un libro acerca de eso.
En varias ocasiones él ha dicho que no busca encasillarse en un género musical, ya que ve a la música como un todo.
En su manera de tocar hay muchas influencias de diferentes estilos de música como el rockabilly, jazz, blues, country, gitana, punk, metal y clásica.

"Primero traté de copiar mis melodías favoritas de rockabilly, y después me incliné  profundamente en el pasado buscando grabaciones de  jazz viejo, blues, country y de música gitana. Al mismo tiempo estuve escuchando punk, metal, y estudiando música clásica. Yo incorporo todo. Frecuentemente uso fraseos que aprendí de música gitana, rumana cuando toco rockabilly, o lanzo algunos fraseos de  Nueva Orleans cuando toco música de los Balcanes. Lo hago todo con un toque de  punk -mi toque personal." 

## Influencias
Como sus fuentes más importantes de inspiración se encuentran más a menudo Stray Cats, Clash, Motorhead, Tom Waits y Charlie Mingus.
Como sus influencias de slap bass él tiene a Willie Dixon, Steve Brown, Joe Zinkan y Milt Hinton.

## Equipamiento

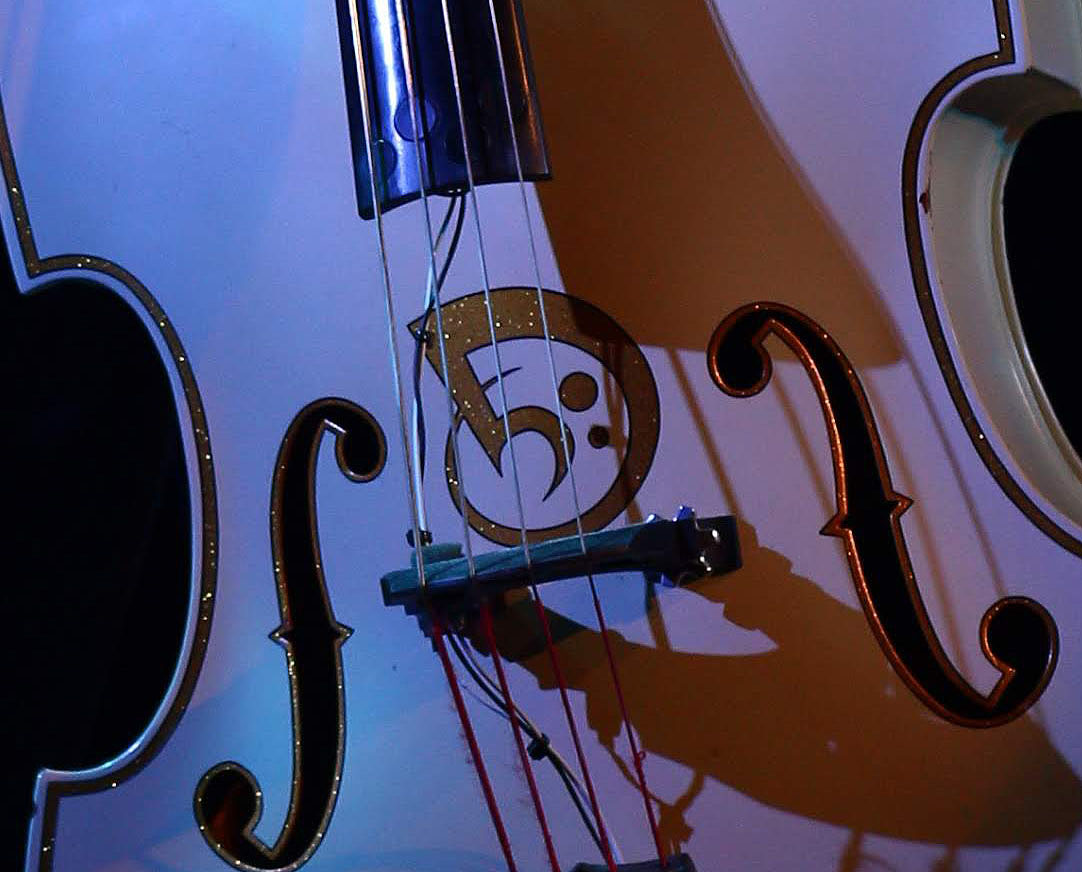
El logotipo de Stijepovic es una combinación estilizada de letra cirílica Ђ y una clave de bajo.

Stijepovic está respaldado por Blast Cult , Thomastik-Infeld , Orange, Mogami , Mojave , y CodaBow .
Su principal instrumento desde 2011 es "The Great White", hecha bajo sus especificaciones por la Blast Cult en Orange CA.
Ésta tiene un sistema 3 pickup, único en su género.
El símbolo que puede verse bajo las cuerdas es el logo de Stijepovic, el cual es una combinación estilizada de la primera letra de su nombre (Ђ - DJ en cirílico) y la clave del bajo, hecha por el artista Zeljko Gajic.
El usa las cuerdas Thomastik-Infeld desde que era adolescente.
Él es uno de sus embajadores desde el 2006.
Suele tocar las cuerdas Spirocore Orchestra Médium, Spirocore solo y a recientes fechas su nuevo prototipo.
Está usando amplificadores de Orange. En tours recientes con Tiger Army él tuvo un 4 Stroke 500 con dos gabinetes OBC410.
También está usando cables Mogami, micrófonos Mojave y arcos de fibra de carbono CodaBow .

## Arte del Slap Bass
Desde el 2002 Djordje Stijepovic está trabajando intensivamente en desarrollo y también está buscando la historia de la técnica del slap bass. Con el objeto de su popularización puso en marcha el sitio web http://www.artofslapbass.com el 10 de junio del 2009.
Publica artículos acerca del slap bass en el sitio y promueve a otros exponentes de dicho estilo. Ha entrevistado a leyendas como Marshall Lytle, Ray Campi, James Kirkland y descubre nuevos músicos como Nicolas Dubouchet, Ryan Gould, Beau Sample, entre otros.

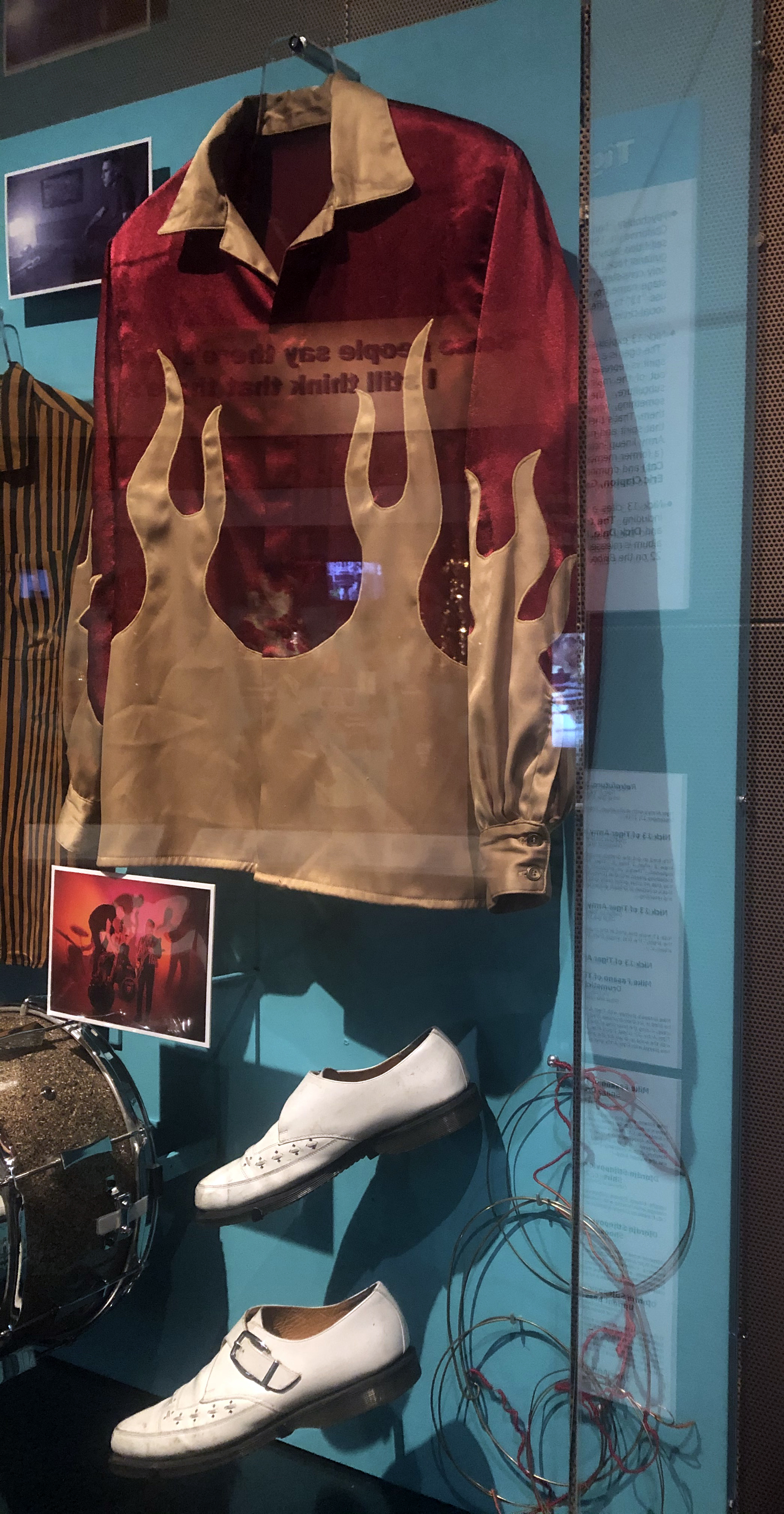
Cuerdas, camisa, y zapatos de Stijepovic en la exhibición Right Here, Right Now en el Salón de la Fama del Rock and Roll en Cleveland.

## Premios y reconocimientos
- 2019 - fue nominado al premio Latin Grammy cómo el mejor álbum de rock por El Desconecte con Molotov.

- 2019 - recibió el premio anual de World Music Association, por desarrollar y popularizar la música del mundo.

- 2020 - el Salón de la Fama del Rock and Roll muestra la camisa, los zapatos y las cuerdas de Stijepovic como parte de su exhibición Right Here, Right Now.

## Discografía
| Solo                           |                   |
| ------------------------------ | ----------------- |
| World Music from Serbia        | 2009 WMAS Records |
| Srbija Sounds Global-All Stars | 2008 B92          |
| Everything I Ever Wanted       | 2024 Ceklin Music |
| Christine                      | 2023 Ceklin Music |
| Hurtless                       | 2022 Ceklin Music |

| Tiger Army    |                   |
| ------------- | ----------------- |
| Retrofuture   | 2019 Rise Records |
| Dark Paradise | 2018 Rise Records |

| Molotov                      |                      |
| ---------------------------- | -------------------- |
| MTV Unplugged: El Desconecte | 2018 Universal Music |

| Drake Bell      |                 |
| --------------- | --------------- |
| The Lost Album  | 2020 dB Records |
| Bitchcraft      | 2018 Totsy      |
| Non Stop Flight | 2024 dB Records |

| Fishtank Ensemble          |                       |
| -------------------------- | --------------------- |
| Edge of the World          | 2014 Fishtank Records |
| Live at KDHX Volume 9      | 2011 KDHX Records     |
| Ciocarlia/Ciganka sam mala | 2010 Fishtank Records |
| Woman in Sin               | 2010 Fishtank Records |
| Soundtrack “Wild Target”   | 2010 Phantasm Imports |
| Live at Strings            | 2008 Estradasphere    |
| Samurai Over Serbia        | 2007 Fishtank Records |

| Atomic Sunset      |                               |
| ------------------ | ----------------------------- |
| Hot Rods & Pin-Ups | 2007 Ceklin Music/Warner Bros |

| Shira Utfila                     |                                      |
| -------------------------------- | ------------------------------------ |
| Sephardic Songs from the Balkans | 2008 Orange World Records            |
| At thy Gates O Jerusalem         | 2003 PGP RTS                         |
| Nagila Alleluia                  | 2001 lanzado de manera independiente |

| Marsya                  |              |
| ----------------------- | ------------ |
| A High Tree             | 2003 PGP RTS |
| Srbija: Sounds Global 2 | 2003 B92     |

| Havana Whisper               |              |
| ---------------------------- | ------------ |
| Flammable                    | 2002 PGP RTS |
| Giga Mix 2 – Various Artists | 2002 PGP RTS |

| Balkan Music Club     |                   |
| --------------------- | ----------------- |
| Live in Belgrade 1999 | 2008 WMAS Records |

## Filmografía
| Año  | Película/Videoclip                             |
| ---- | ---------------------------------------------- |
| 2024 | DJORDJE - Everything I Ever Wanted             |
| 2023 | DJORDJE - Hurtless                             |
| 2020 | Slapstream with Djordje                        |
| 2020 | Tiger Army - Last Ride                         |
| 2019 | Tiger Army - Devil That You Don't Know         |
| 2019 | Tiger Army - Mi Amor La Luna                   |
| 2019 | Slap Bass Sunday                               |
| 2018 | Molotov - MTV Unplugged: El Desconecte         |
| 2017 | Tiger Army - Dark and Lonely Night (videoclip) |
| 2016 | It's a Rockabilly World                        |
| 2010 | Lemmy                                          |
| 2010 | Fishtank Ensemble - Woman in Sin (videoclip)   |
| 2007 | Atomic Sunset - Hot Rods & Pin-Ups (videoclip) |
| 2002 | Havana Whisper - Flammable                     |